# مكتبة الأمبروزيانا

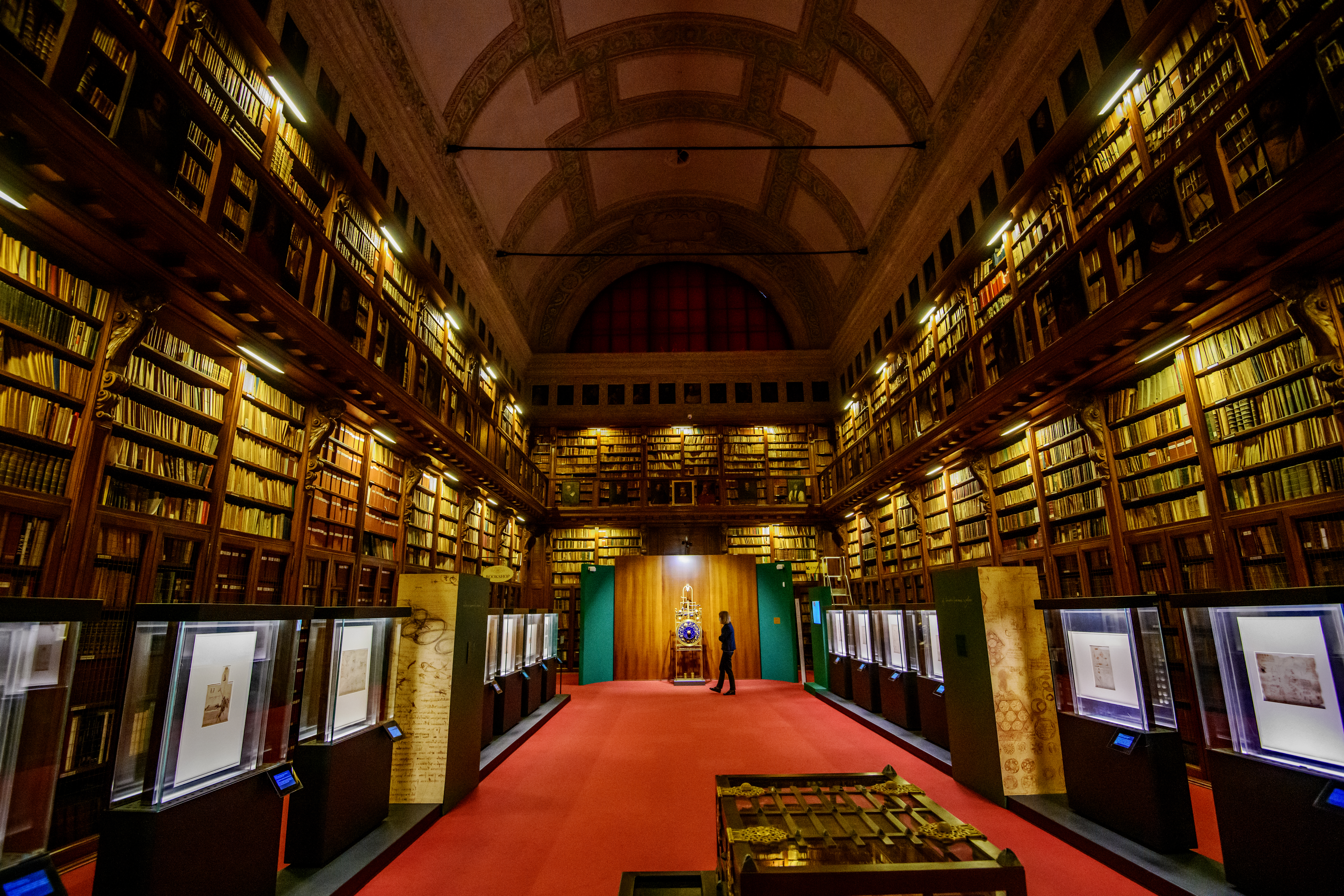
مكتبة الأمبروزيانا

مكتبة أمبروسيانا مكتبة تاريخية في ميلان مع معرض فني سميت نسبة إلى أمبروسي القديس الراعي لميلان. أسسها الكارديناك فدريكو بوروميو الذي بحث عملاؤه في مكتبات غرب أوروبا وحتى اليونان وسوريا لتحصيل المخطوطات والكتب.
من مقتنيات المكتبة القطعة الموراتورية التي تعود لسنة 170 م تقريبا وهي أقدم مثال عن القانون الكتابي بالإضافة إلى لوحة صورة موسيقي لليوناردو دافينشي، كما تحوي على مخطوطات عربية.